# كأس إسكتلندا 1951–52
كأس اسكتلندا 1951–52 (بالإنجليزية: 1951–52 Scottish Cup)‏ هو موسم من كأس اسكتلندا. فاز فيه نادي ماذرويل.